# Alan Kennedy
Alan Phillip Kennedy (* 31. srpna 1954, Sunderland) je bývalý anglický fotbalový obránce.
Začínal v Newcastle United FC, s kterým postoupil do finále FA Cupu 1974 a vyhrál Texaco Cup 1975. V roce 1978 přestoupil do Liverpoolu, kde byl jako řízný levý obránce platným členem mužstva, které získalo pět anglických titulů (1979, 1980, 1982, 1983, 1984) a dvakrát vyhrálo Pohár mistrů evropských zemí (1981, 1984). V obou finálových zápasech PMEZ byl střelcem rozhodujícího gólu: v roce 1981 proti Realu dal jediný gól utkání, v roce 1984 proti AS Řím proměnil poslední penaltu v rozstřelu. V roce 1984 byl také povolán do anglické reprezentace na dvě utkání British Home Championship.
V roce 1986 odešel z Liverpoolu do Sunderland AFC, později působil v zahraničí (B 1903 Kodaň, Beerschot VAV) nebo v nižších soutěžích. Jeho synovec Tom Kennedy hraje profesionálně za Blackpool FC.